# Frutta malinconia
Frutta malinconia è un singolo del cantautore italiano Francesco Gabbani, pubblicato il 3 maggio 2024 come primo estratto dal sesto album in studio Dalla tua parte.

## Descrizione
Il brano, scritto dallo stesso cantautore con Filippo Gabbani, Luigi De Crescenzo, in arte Pacifico, e Fabrizio Degli Innocenti, è prodotto da Francesco Catitti, in arte Katoo.

## Video musicale
Il video musicale, diretto da Filiberto Signorello, è stato pubblicato in concomitanza all'uscita del brano attraverso il canale YouTube del cantautore.

## Tracce
Testi di Francesco Gabbani, Filippo Gabbani, Luigi De Crescenzo e Carlo Rossi, musiche di Francesco Gabbani, Filippo Gabbani, Fabrizio Degli Innocenti ed Edoardo Vianello.
1. Frutta malinconia – 3:03